# 沢渡駅
沢渡駅（さわんどえき）は、長野県伊那市西春近沢渡にある、東海旅客鉄道（JR東海）・日本貨物鉄道（JR貨物）飯田線の駅である。難読駅の一つとして知られている。

## 歴史

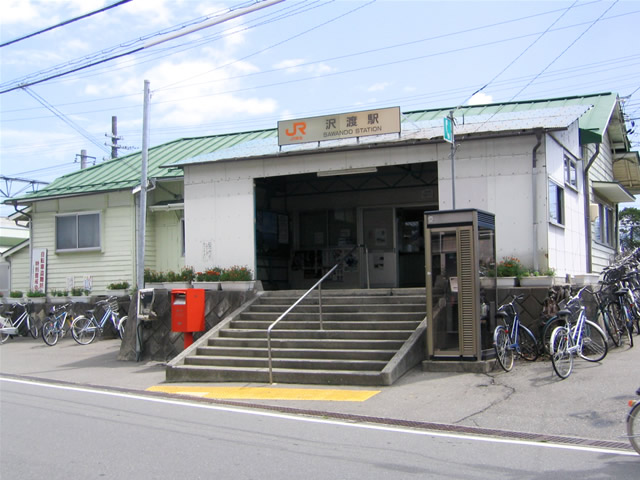
旧駅舎（2005年8月）

- 1913年（大正2年）12月27日：伊那電車軌道（1919年に伊那電気鉄道へ改称）宮田 - 伊那町（現・伊那市）間延伸時に開設[1][2]。一般駅[2]。
- 1943年（昭和18年）8月1日：伊那電気鉄道線が飯田線の一部として国有化され、鉄道省（後の日本国有鉄道）の駅となる[2][3]。
- 1962年（昭和37年）：西春近村保有専用側線運用開始。当時の西春近村が設置。1965年（昭和40年）の伊那市合併後は、現在まで西春近財産区が所有している。
- 1967年（昭和42年）3月31日：伊那女子高校（現・伊那西高校）開校に伴い、利用客増加に対応するため待合所を拡張。
- 1971年（昭和46年）12月1日：荷物・専用線発着を除く貨物取扱廃止[2]。
- 1987年（昭和62年）4月1日：国鉄分割民営化に伴い、東海旅客鉄道（JR東海）・日本貨物鉄道（JR貨物）の駅となる[2][4]。
- 1996年（平成8年）3月：貨物列車発着が消滅。
- 1998年（平成10年）3月31日：業務委託駅化。
- 2013年（平成25年）4月1日：窓口廃止、無人駅化[5]。
- 2020年（令和2年）2月22日：2017年度から行われていた旧駅舎老朽化のための解体及び新駅舎建替えが完了、竣工式が行われた[6]。

## 駅構造
相対式ホーム2面2線を有し、列車交換可能な地上駅。貨物列車用側線が残っている。駅舎は下り線側（西側）にあり、互いのホームは下島駅側にある構内踏切で連絡している。
伊那市駅管理の無人駅。2013年3月までは東海交通事業職員が駅業務を担当する業務委託駅で、JR全線きっぷうりばも設置されていた（早朝・夜間は無人だった）。

### のりば
| 番線 | 路線      | 方向 | 行先             |
| ---- | --------- | ---- | ---------------- |
| 1    | CD 飯田線 | 下り | 辰野方面         |
| 2    | CD 飯田線 | 上り | 飯田・天竜峡方面 |

- 2番線は、西春近財産区が保有する専用側線が接続し、信号機も両方向に設置され、上下列車共入線が可能。しかし、駅舎が1番線側にあることもあり、通常は上り列車のみ使用している。
- 1983年（昭和58年）頃までは、朝の通勤時に辰野駅発当駅終着上り列車があった。

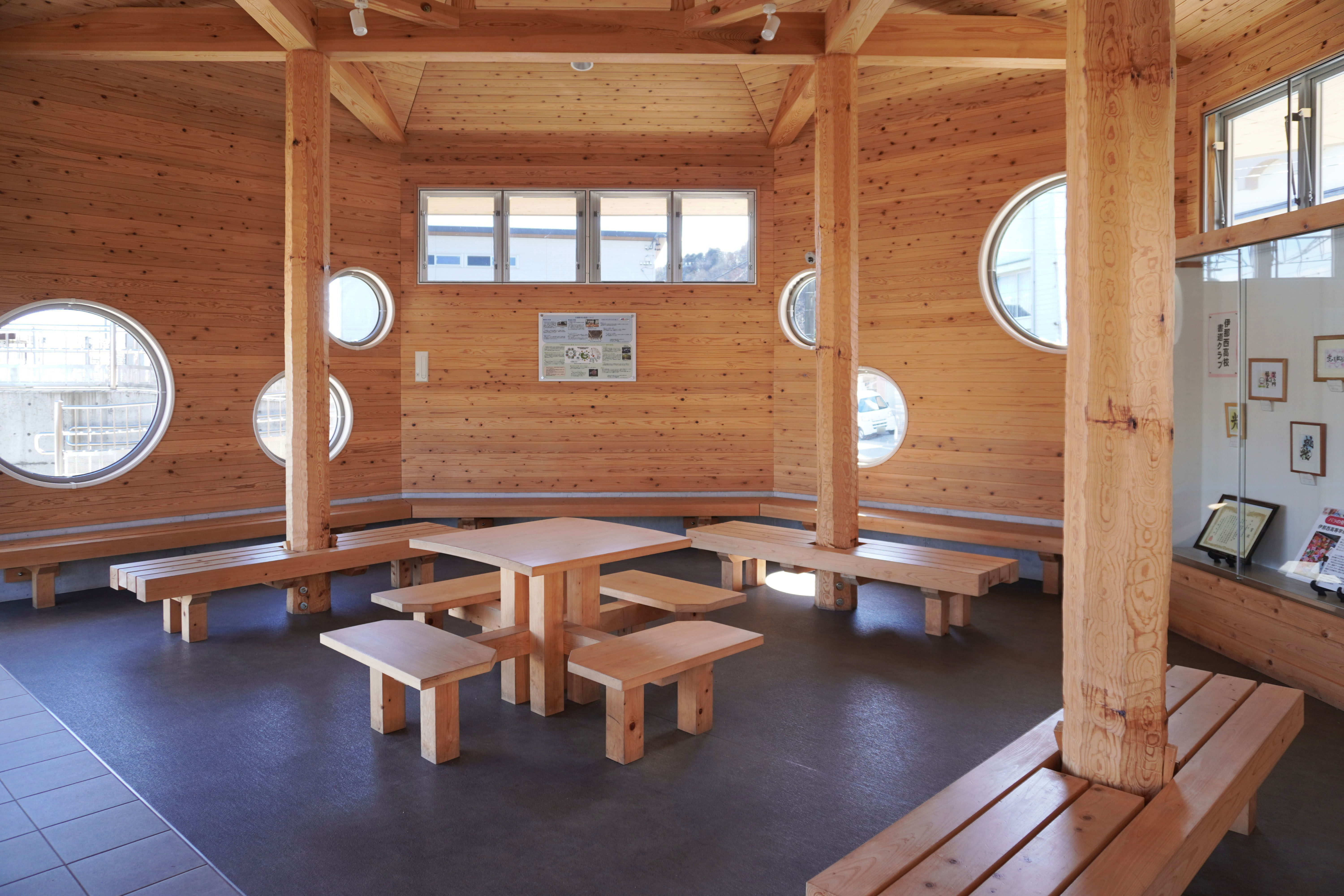
待合室（2023年3月）
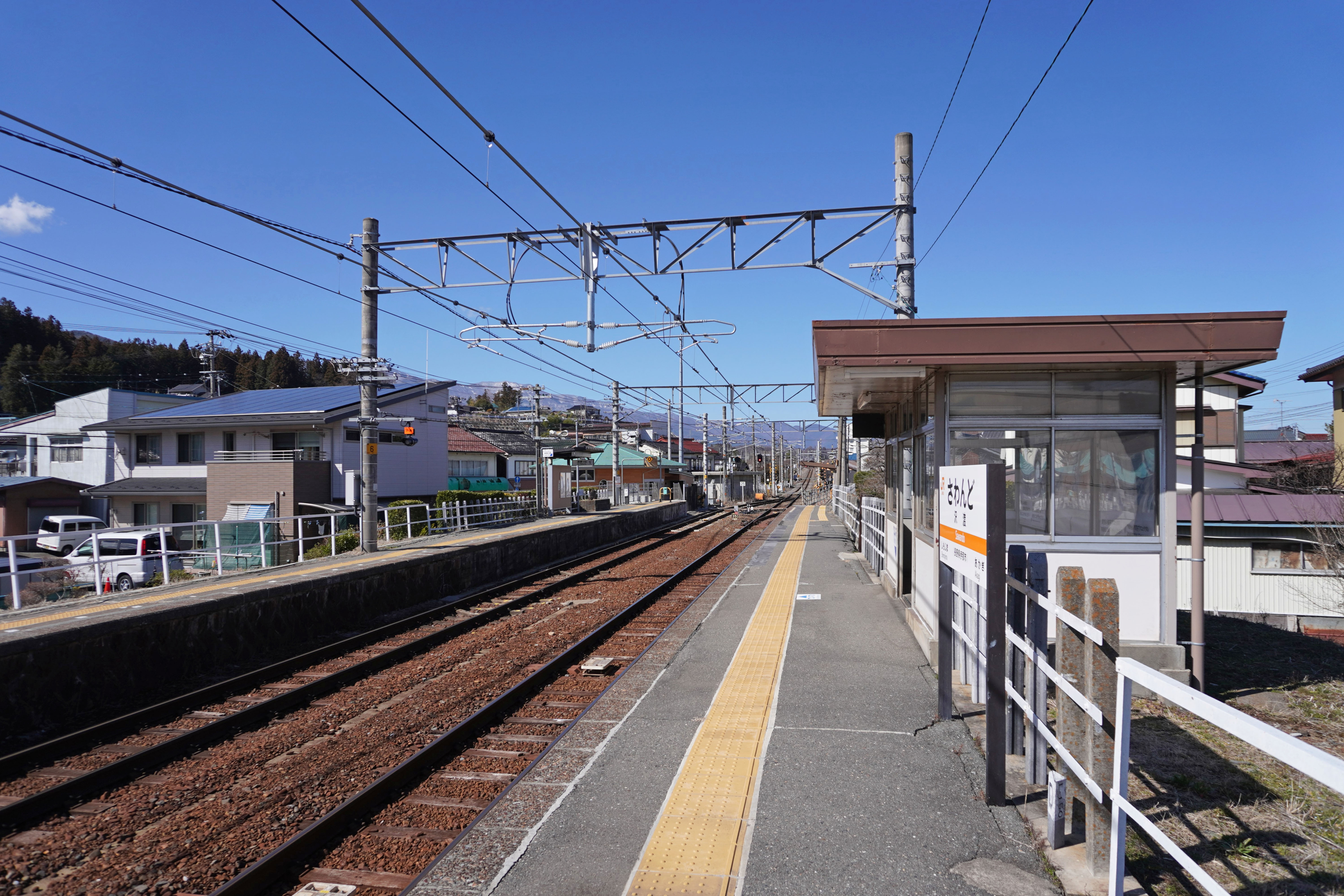
ホーム（2023年3月）
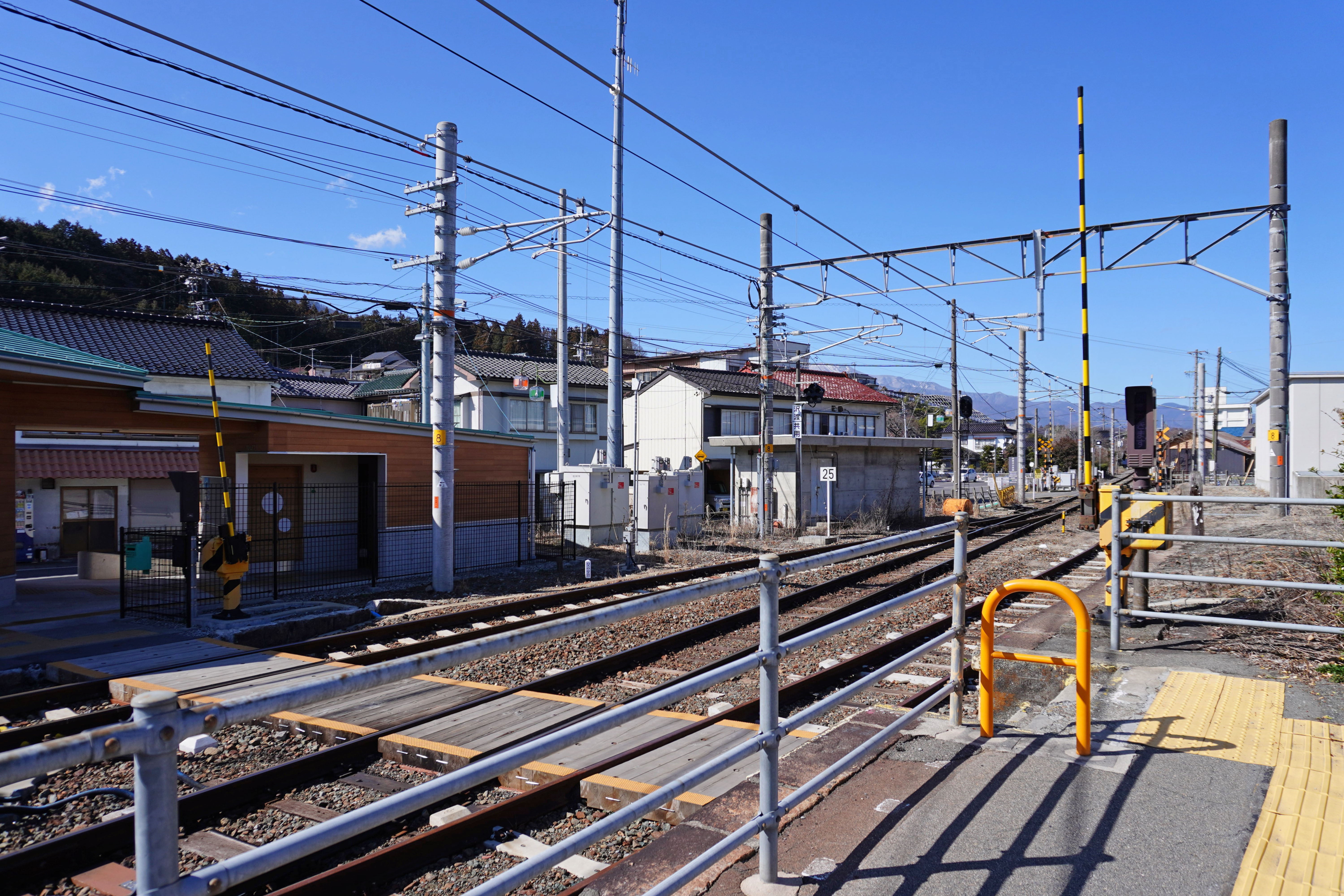
構内踏切（2023年3月）

### 貨物取扱・専用線
JR貨物の駅は臨時車扱貨物のみの取扱となっており貨物列車発着は無い。1996年（平成8年）3月までは、駅南側にあった西春近財産区専用線から分岐して接続する秩父セメントサービスステーションや油槽所等に至る専用線が分岐しており、定期列車最末期にはセメントのみ当駅に到着していた。

## 利用状況
「伊那市統計書」によると、近年の1日平均乗車人員は以下の通り。
| 年度   | 1日平均 乗車人員 |
| ------ | ---------------- |
| 2005年 | 562              |
| 2006年 | 554              |
| 2007年 | 550              |
| 2008年 | 546              |
| 2009年 | 502              |
| 2010年 | 516              |
| 2011年 | 513              |
| 2012年 | 562              |
| 2013年 | 531              |
| 2014年 | 522              |
| 2015年 | 542              |
| 2016年 | 552              |
| 2017年 | 511              |
| 2018年 | 478              |

## 駅周辺

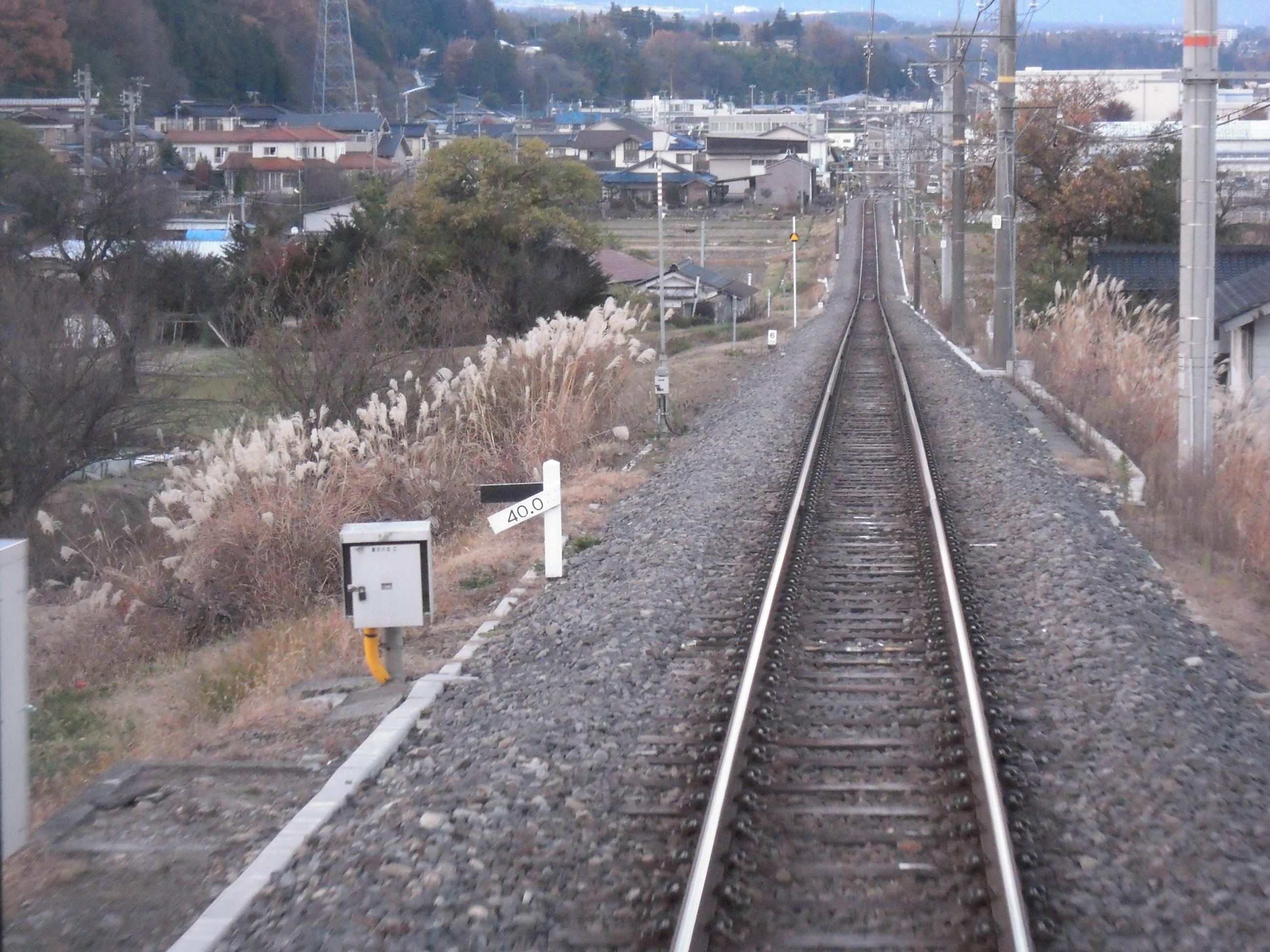
40‰区間

駅舎は長野県道221号宮田沢渡線に面している。駅前は小規模の商店街となっており、伊那市役所西春近支所（西春近公民館に併設、財産区もここにある）、上伊那農業協同組合西春近支店等もある。西方の坂を登ると伊那西高等学校がある。県道は当駅下島駅側の踏切で交差している。
- 赤木駅側（南方）へ約1kmの地点に、JR最急勾配区間（40‰）がある。
- 伊那警察署西春近駐在所
- アルプス中央信用金庫春近支店
- 上伊那農業協同組合西春近支店
- 伊那食品工業沢渡工場・藤沢工場[1]
- タカノ伊那工場
- 東側は国道153号が南北に走り、その先は天竜川へ繋がる。西春近郵便局は県道に面した駅南方にある。

## バス路線
- 伊那本線（伊那市街地 - 南箕輪村 - 箕輪町）＜伊那市、南箕輪村、箕輪町による試験運行＞

## 隣の駅
東海旅客鉄道（JR東海）
CD 飯田線
■快速（「みすず」含む）
宮田駅 - （一部赤木駅） - 沢渡駅 - （一部下島駅） - 伊那市駅
■普通
赤木駅 - 沢渡駅 - 下島駅
JR線最急勾配　隣の赤木駅との間　碓氷峠廃止後